# Championnats d'Afrique de taekwondo 2016
Navigation
Édition précédente Édition suivante
Les Championnats d’Afrique de taekwondo 2016 se déroulent à Port-Saïd (Égypte) du  20 au 22 mai 2016.  

## Médaillés

### Hommes
| Épreuves | Or                     | Argent             | Bronze                                |
| -------- | ---------------------- | ------------------ | ------------------------------------- |
| - 54 kg  | Nabil Moaz             | Mohammed Grami     | Moustapha Kama Youcef Khalfallah      |
| - 58 kg  | Youcef Saleh Shriha    | Omar Ghonim        | Hédi Neffati Adama Ballo              |
| - 63 kg  | Ouahid Briki           | Youssef Ali        | Samson Edwin Oumar Sissoko            |
| - 68 kg  | Ghofran Zaki           | Mohamed Boulanouar | Samba Niang Georges Emmanuel Kobenan  |
| - 74 kg  | Ismaël Coulibaly       | Seif Eissa         | Seifeddine Trabelsi Anicet Kassi      |
| - 80 kg  | Cheick Sallah Cissé    | Gorame Kare        | Yassin Boudiab Yoira Junior           |
| - 87 kg  | Yassine Trabelsi       | Seydou Gbane       | Abdelrahman Elgohary Noureddine Ziani |
| + 87 kg  | Abdoul Issoufou Amadou | Anthony Obame      | Mohcene Boukercha Toumani Diabaté     |

### Femmes
| Épreuves | Or               | Argent                   | Bronze                                |
| -------- | ---------------- | ------------------------ | ------------------------------------- |
| - 46 kg  | Fadia Farhani    | Bouma Ferimata Coulibaly | Sondess Ben Tahar Delphine Uwababyeyl |
| - 49 kg  | Nour Abdelsalam  | Sanaa Atabrour           | Ikram Dhahri Rosa Keleku              |
| - 53 kg  | Radwa Abdelkader | Naima Bakkal             | Chinazum Nwosu Awa Ouattara           |
| - 57 kg  | Hedaya Malak     | Hakima El Meslahy        | Souhila Smaili Aline Ndacyayisenga    |
| - 62 kg  | Ruth Gbagbi      | Soukayna El Aouni        | Gradie Kamwanya Mpoyi Rewen Refaei    |
| - 67 kg  | Sihem El-Sawalhy | Urgence Mouega           | Nadège N’dri Aziza Kabli              |
| - 73 kg  | Maysoun Farouk   | Mamina Kone              | Linda Azzedine Chaimae Kriem          |
| + 73 kg  | Wiam Dislam      | Epiphane Madjussem       | Assenoone Nang Anana Santos           |

## Tableau des médailles
| Rang | Nation                           | Or | Argent | Bronze | Total |
| ---- | -------------------------------- | -- | ------ | ------ | ----- |
| 1    | Égypte                           | 7  | 3      | 2      | 12    |
| 2    | Tunisie                          | 3  | 1      | 3      | 7     |
| 3    | Côte d'Ivoire                    | 2  | 3      | 4      | 9     |
| 4    | Maroc                            | 1  | 5      | 4      | 10    |
| 5    | Mali                             | 1  | 0      | 4      | 5     |
| 6    | Libye                            | 1  | 0      | 0      | 1     |
| 6    | Niger                            | 1  | 0      | 0      | 1     |
| 8    | Gabon                            | 0  | 2      | 2      | 4     |
| 9    | Sénégal                          | 0  | 1      | 1      | 2     |
| 10   | Tchad                            | 0  | 1      | 0      | 1     |
| 11   | Algérie                          | 0  | 0      | 5      | 5     |
| 12   | Nigeria                          | 0  | 0      | 2      | 2     |
| 12   | République démocratique du Congo | 0  | 0      | 2      | 2     |
| 12   | Rwanda                           | 0  | 0      | 2      | 2     |
| 15   | Cap-Vert                         | 0  | 0      | 1      | 1     |
|      | Total                            | 16 | 16     | 32     | 64    |

## Autres distinctions
- Meilleure coach des féminines : Julcha Alonso (Équipe d’Égypte)
- Meilleur coach des hommes : Mohamed Ali Rouhi (Équipe de Tunisie)
- Meilleur arbitre : Mokaka (Lesotho)
- Meilleur juge de terrain : Nadira Meziani (Algérie)
- Prix du Fair-play : Kenya